# ناظر اجتماعی و صلح کوئیکر
ناظر اجتماعی و صلح کوئیکر (انگلیسی: Quaker Peace and Social Witness) که قبلاً به عناوین شورای خدمات دوستان یا صلح و خدمات کوئیکر، شناخته می‌شد یکی از کمیسیونهای مرکزی و اصلی در نشست سالانهٔ انجمن مذهبی دوستان - سازمان ملی کوئیکرها در بریتانیا است. هدف اصلی این کمیته ترویج اهداف بریتانیایی کوئیکرها در جهت برابری، عدالت، صلح، سادگی و حقیقت است. این گروه در کنار هر دو گروه ذی‌نفوذ محلیِ کوچک و فشارِ بین‌المللیِ بزرگ فعالیت می‌کند.
این کمیته در سال ۱۹۴۷ تحت نام شورای خدمات دوستان به همراه کمیته آمریکایی خدمات دوستان مشترکاً موفق به دریافت جایزه صلح نوبل گردیدند.